# SPEAK
SPEAK（スピーク）は、日本の音楽ユニット。1996年デビュー、1999年解散、2003年に再結成。プロデューサーは佐久間正英。

## メンバー
千井塔子（ちい とうこ、1969年5月18日 - ）
ヴォーカル、ギター担当。愛知県出身。 地元愛知県でバンド「パノラマ」として活動後に上京、山田直子とSPEAKを結成し、1996年にメジャー・デビュー。SPEAKの楽曲は全曲、作詞・作曲を担当。鈴木紗理奈、猿岩石、iORIへの楽曲提供も行う。SPEAKの一時解散後はNiNaや堀江由衣のライブサポートを行い、プロペラ加入時はシングル1枚・アルバム3枚発表するが、2008年脱退。現在は「千井塔子とそのサポートセンター」としてソロ活動中。
山田直子（やまだ なおこ、1970年10月26日 -）
ベース、コーラス担当。東京都出身。10歳から15歳までをロンドンで過ごす。1989年、「三宅裕司のいかすバンド天国」に出演しイカ天キングに輝いたNORMA JEANにキング2週目から加入。翌年メジャー・デビュー。脱退後に千井塔子と共にSPEAKを結成。SPEAK解散後には長井ちえ（元・千年COMETS、バビロン大王）、角田美喜と共に女性3ピースバンド「絵ハガキ」を結成。後に「e-ha?」に改名してアルバム2枚発表、角田脱退後は「eha!」に改名したが、その後活動停止。  現在は白井貴子やChageなど、様々なアーティストのライブサポートやレコーディング参加、セッションライブ、ベーススクールなどで活躍中。教則DVDとして「手が小さくても指板上を縦横無尽に動けるベースの弾き方」がある。

### 旧メンバー
初見英世
ドラムス担当。
1stアルバム「bits and pieces」まで在籍。
元SEEK。

### サポート・ドラム
1stアルバム「bits and pieces」では初見英世がメンバーとなっているが、基本的には正式メンバーとしてのドラムスは不在。
そうる透、富田京子、田部井啓人、八木一美、丹菊正和、高井哲史、大島香、GRACE、川田基裕、小林秀樹。

## 来歴
- 1992年
  - 結成。
- 1996年
  - 11月1日、佐久間正英プロデュースの下、シングル「下りの無い坂道」でメジャー・デビュー。所属はダブル・オーレコード。
- 1999年
  - 3月1日、四谷FourValleyでのライブを最後に、SPEAK解散。
  - 11月～12月、千井塔子がNiNaのライブツアーに参加。
  - 12月、千井塔子ソロプロジェクト「FISH」によるライブ活動を開始。
- 2000年
  - 山田直子が長井ちえ、角田美喜と「絵ハガキ」を結成（後にe-ha?に改名）
  - 10月、千井塔子がアコースティックライブ活動を開始。
  - 12月、「FISH」は「ボイジャー」に発展し、ライブ活動を開始。
- 2001年
  - 3月、千井塔子がプロペラのライブサポート開始。7月、プロペラ正式メンバー入り。
- 2003年
  - 4月29日、東中野 Art Ground エウロスでのライブにてSPEAK再結成。  以後、年に数回のペースでSPEAKとしてのライブ活動を継続中。

## タイアップ一覧
| 使用年 | 曲名                     | タイアップ                                                   |
| ------ | ------------------------ | ------------------------------------------------------------ |
| 1996年 | 10月                     | 関西テレビ・フジテレビ系『さんまのまんま』エンディングテーマ |
| 1997年 | カナヅチ人生、あなどるな | テレビ東京系『たけしの誰でもピカソ』エンディングテーマ       |

## メディア出演

### ラジオ番組
- ウルトラスピーカー （CROSS FM、レギュラー番組）